# Alpinisme sans guide
 (juin 2022).
Si vous disposez d'ouvrages ou d'articles de référence ou si vous connaissez des sites web de qualité traitant du thème abordé ici, merci de compléter l'article en donnant les références utiles à sa vérifiabilité et en les liant à la section « Notes et références ».

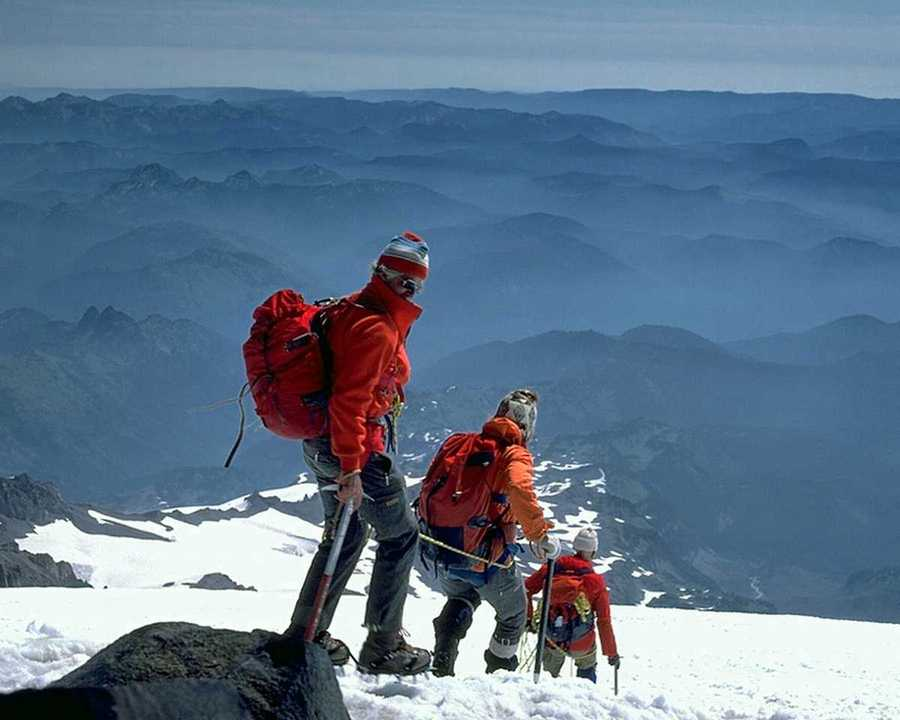
Cordée de trois alpinistes.

L’alpinisme sans guide ou alpinisme autonome (ou mouvement des sans-guides) est la pratique de l'alpinisme, sans accompagnement par des guides de haute montagne professionnels. Apparaissant dès les années 1870, la pratique de ces « sans-guides », « cordées autonomes » ou « alpinistes amateurs » est restée longtemps marginale et très controversée. Elle se développe dans les années 1920-1930 puis se généralise après 1945.

## Historique
L'alpinisme du XIXe siècle, qui est celui de l'âge d'or de la conquête des sommets des Alpes est essentiellement, voire exclusivement, l'affaire de grands bourgeois ou aristocrates, britanniques en particulier (mais aussi français, etc.) accompagnés de guides professionnels.
Le développement de l'alpinisme amène la naissance du mouvement des « sans-guide », par la volonté d'amateurs de grimper seuls ou avec des amis, parfois pour des raisons économiques (tarification des ascensions). Paradoxe de cette philosophie, ces  grimpeurs acquièrent, avec l'expérience, une autonomie et des savoir-faire qui n'auraient pas été possibles sans l'intervention d'un « guide » dès leurs premiers pas en montagne : montagnard professionnel, amateur éclairé, ouvrages, sites, etc.

### Les Anglais
En 1855, une expédition anglaise menée par Charles Hudson et  E. S. Kennedy, avec  Edward John Stevenson, Christopher et James Grenville Smith, Charles Ainslie et G. C. Joad, réussit de nombreuses ascensions dans les Alpes, dont la première du mont Blanc sans guide.
Dès 1870, l'Anglais A.G. Girdlestone publie The high Alps without guides, dans lequel il décrit ses ascensions, principalement des passages de cols mais aussi le Wetterhorn, et le mont Blanc, mais cette « extravagance » souleva des protestations, notamment de W. A. B. Coolidge ou Guido Rey.
Albert F. Mummery fit de nombreuses et importantes ascensions sans guide, avec Norman Collie, W.C Slingby et G. Hastings (premières sans guide de l'éperon de la Brenva, du col des Courtes, premières tout court de la Dent du Requin, de la face sud-ouest de l'aiguille du Plan, de la traversée du Grépon. Frederick Gardiner et les frères Pilkington firent la quatrième ascension et première sans guide de la Meije. En Allemagne et en Autriche, les frères Zsigmondy, Eugen Guido Lammer et Georg Winkler.

### En France
Le premier français sans guide est le mathématicien Pierre Puiseux[réf. nécessaire] (1855-1928), le fils de Victor Puiseux qui fit en 1848 la deuxième ascension du mont Pelvoux et qui a donné son nom au point culminant.
L'alpinisme sans guide va se développer en France en deux grandes phases :
- Première génération : dans les années 1910, Jacques Wehrlin (mort au combat lors de la Première Guerre mondiale), Paul Job, Jacques de Lépiney, Paul Chevalier. Ils sont les fondateurs du Groupe des Rochassiers, puis du Groupe de haute montagne (GHM).
- Deuxième génération : dans les années 1920-1930, le Groupe de Bleau comprenant notamment Pierre Allain, Marcel Ichac, et beaucoup d'autres.

Le développement de l'alpinisme sans guide a amené la rédaction et la diffusion de guides d'alpinisme, notamment le guide Vallot[réf. nécessaire]. 
La pratique s'est longtemps développée autour d'une opposition symbolique entre les valeurs supposées des sans-guides (passion) et celles des guides professionnels (mercantilisme) ou des « touristes » accompagnés. Néanmoins, dès la création du diplôme de guide dans les années 1940, l'obtention du brevet de guide est devenue une consécration pour la plupart des meilleurs alpinistes amateurs.